# Flëur
Flëur (читается: «Флёр») — украинский музыкальный коллектив из Одессы, существовавший в 2000—2017 годах.

## Стиль музыки
Сами музыканты определяли свой жанр как «кардиовейв» (cardiowave), что является неологизмом — такой жанр прежде не выделялся. Музыкальные критики разошлись во мнениях, определяя стиль музыки группы как этереал, дарквейв, неоклассика, дрим-поп, барокко-поп. Из наиболее близких к Flëur по стилю групп выделяли Cocteau Twins и Dead Can Dance.
Также своеобразность Flëur проявляется в том, что во всех альбомах сохраняется чередование песен авторства и исполнения Ольги Пулатовой и Елены Войнаровской, причём в альбом включается чётное число песен — поровну от каждой исполнительницы. Вместе с тем, в аннотациях к первым трём студийным официальным альбомам, изданным во Франции на лейбле «Prikosnovénie», стиль группы обозначен просто как поп.
В 2014 году русское интернет-издание Colta.ru назвало Flëur «ансамблем эзотерической песни».

## История группы
Группа была образована в феврале 2000 года Ольгой Пулатовой (фортепиано, вокал, автор песен) и Еленой Войнаровской (гитара, вокал, автор песен). В марте к группе присоединилась флейтистка Юлия Земляная. Согласно автобиографическому рассказу Ольги Пулатовой «Три первых концерта Флёр», именно Юлией Земляной было предложено название Flëur.

Мне сразу представилась потрескавшаяся деревянная шкатулка, в которой скрыта какая-то тайна, запах времени. Флёр — это тонкая прозрачная ткань, покров таинственности, лёгкий ветер и, если переводить с французского, цветок или лучшая часть.
— Ольга Пулатова
Первое выступление состоялось 17 марта в рамках программы «Атмосфера» в Одесском доме актёра в перечисленном выше составе. Далее в 2000 и 2001 годах к коллективу присоединились Катерина Сербина (виолончель), Алексей Ткачевский (ударные), Виталий Дидык (контрабас), Алексей Довгалёв (клавишные).
Первый альбом был издан в октябре 2002 года на французском лейбле Prikosnovenie и назывался Prikosnovenie (транслитерировано было только название диска, тексты всех песен в альбоме написаны на русском языке). Месяцем позже вышло украинское издание альбома, называвшееся уже так, как было задумано авторами — то есть «Прикосновение».
Во время работы над вторым альбомом «Волшебство» к Flëur присоединились Анастасия Кузьмина (скрипка) и Екатерина Котельникова (синтезатор, аранжировки), а на смену Катерине Сербиной пришла Александра Дидык. Годом позже флейтистка Юлия Земляная также уступает место Алле Лужецкой.
Всего за время существования группы издано 10 официальных альбомов, из которых 2 являются переизданиями. Композиции во всех альбомах, кроме «Всё вышло из-под контроля» и сборника «Флёрография», расположены в соответствии с чётким принципом: чётные композиции пишет и исполняет пианистка Ольга Пулатова, нечётные — гитаристка Елена Войнаровская. В четвёртом альбоме и в сборнике нечётные композиции исполняются Ольгой, чётные — Еленой. Песня «Шелкопряд» из альбома «Всё вышло из-под контроля» попала в хит-парад «Чартова Дюжина» и дошла до первого места. На первой церемонии вручения музыкальной премии «Чартова Дюжина» Flëur получили приз за «Взлом чарта» как лучшая новая группа 2007 года. Следующий альбом «Эйфория» (2008 год) также был очень успешен. Синглы из этого альбома, попавшие на радио — «Два облака», «Тёплые коты» (были выпущены как CD-релиз), «Отречение», «Мы никогда не умрём» и «Волна» (были выпущены только как цифровые радио-синглы).
В июле 2009 года группа искала бас-гитариста, подав объявление в Живом Журнале. Новым басистом и постоянным участником Flëur стал Евгений Чеботаренко.
Релиз шестого альбома «Тысяча светлых ангелов» был запланирован на 10 апреля 2010 года. Альбом вышел 18 апреля в Интернете доступным для бесплатного или платного скачивания и 22 апреля в рамках презентации альбома на Украине.
9 января 2011 года группа официально объявила о новой программе «Flëurescent», в которую вошли редко исполняемые песни:
Весну 2011 Flëur провели, концертируя с новой программой.
Её материал можно охарактеризовать одним словом — РАРИТЕТЫ.
В программу вошли изданные, но ни разу не исполнявшиеся на концертах песни. Песни, которые исполнялись считанные разы, названия которых реально обнаружить разве что в архивах. Песни, которые слушатели ждут каждое выступление, но которые по разным причинам были выведены за рамки сет-листов. Песни, не звучавшие в эфире и поэтому для широкого слушателя менее знакомые, чем радио-синглы.
Также официально было объявлено о том, что летом 2011 года Flëur начнут запись седьмого студийного альбома.
Позже группа объявила о переносе студийных сессий на осень 2011 — зиму 2012 года. Цифровой релиз альбома «Пробуждение» состоялся в конце февраля 2012 года, а в начале марта — на CD и виниле, причём деньги на его запись и издание собирались с помощью акции КПД на портале Kroogi.
В сентябре-октябре 2013 года после долгого творческого перерыва Flëur представили новую концертную программу «Кислород», а затем приступили к записи восьмого студийного альбома, релиз которого состоялся 21 октября 2014 года. Выход альбома «Штормовое предупреждение» (рабочее название — «Сумрачные цветы») предварял сингл «Знаки», появившийся в начале марта. В «Штормовое предупреждение» вошли как уже известные песни («Железо поёт», «Кислород», «После кораблекрушения», «Рамки», «Утешитель», «Магия»), появившиеся и исполнявшиеся группой на концертах в 2013 и 2014 годах, так и премьеры («Мы летали», «Тростник», «Зеркальный портал», «Черта»). Песня «Утешитель» изначально появилась на сингле «Знаки» и позднее вошла в альбом в немного иной версии.
30 августа 2015 года состоялось издание книги-поэтического сборника Елены Войнаровской «Тонкие травинки» и одноимённого музыкального альбома на CD. Диск, работа над которым шла в студиях Одессы, Берлина и Белграда, включил в себя избранные стихи и прозу из одноимённой книги в специальном музыкальном сопровождении. В сентябре группа в сокращённом составе (без Ольги Пулатовой, Анастасии Кузьминой и Андрея Басова) дала серию концертов — от Минска до Иркутска — на которых представила новую программу, включившую в себя песни Flëur, сайд-проектов МРФ и Amurekimuri, а также композиции из «Тонких травинок».
В ноябре — уже в полном составе — группа вернулась на сцену, чтобы дать несколько ретроспективных концертов, в программу которых вошли песни как из самых ранних альбомов, так и из последней работы «Штормовое предупреждение».
В 2016 году Flëur продолжили серию редких выступлений, сыграв за этот период всего несколько концертов полным составом: программа «Раритеты» (редко исполняемые и неизданные песни) в апреле, несколько выходов на площадки летних украинских open-air фестивалей «Файне Місто», «Atlas Weekend» и «КОТОFEST», а также концерт 1 декабря, частично посвящённый сольному материалу Пулатовой и Войнаровской. В основном, группа во главе с Войнаровской была занята работой над её вторым сольным альбомом «Присутствие» (фактически, последователем альбома «Вальсирующие во тьме» сайд-проекта МРФ, который был записан с тем же основным составом участников). Цифровой релиз «Присутствия» состоялся 3 сентября, а затем, на протяжении сентября-октября, был проведён тур в поддержку альбома.
В начале марта 2017 года группа объявила о своём распаде и в мае дала три последних концерта в Харькове, Киеве и Минске.

## Состав
Состав на момент распада:
- Ольга Пулатова — фортепиано, синтезатор, тамбурин, вокал, автор песен (с 2000 года)
- Елена Войнаровская — гитары, фортепиано, металлофон, вокал, автор песен (с 2000 года)
- Алексей Ткачевский — ударные, перкуссия (с 2000 года)
- Екатерина Котельникова — синтезаторы, аранжировки, бэк-вокал (с 2002 года)
- Анастасия Кузьмина — скрипка, эрху, варган, мелодика, гармонь, перкуссия, бэк-вокал (с 2002 года)
- Алла Лужецкая — флейта (2004—2009, 2016—2017)
- Андрей Басов — электрогитара, бэк-вокал (c 2013 года)
- Олег Митрофанов — бас-гитара, гитары (с 2014 года)
- Екатерина Боровцова — виолончель, бэк-вокал (с 2015 года)

Бывшие участники:
- Юлия Земляная — флейта (2000—2004)
- Катерина Сербина — виолончель, аккордеон (2000—2002)
- Алексей Довгалев — синтезатор, акустическая гитара (2002)
- Виталий Дидык — контрабас, бас-гитара (2001—2009)
- Александра Дидык — виолончель (2002—2009)
- Георгий Матвиив — бандура (2009—2011)
- Людмила Корецкая — виолончель (2009—2012)
- Евгений Чеботаренко — бас-гитара, электрогитара (2009—2014)

Сессионные участники:
- Владислав Мицовский — перкуссия
- Дмитрий Ищенко — перкуссия
- Алексей Козмиди — бас-гитара, электрогитара
- Владимир Несси — бас-гитара
- Алексей Полтавченко — виолончель

## Дискография

### Альбомы, изданные на Украине и в России
- 2002 — Прикосновение
- 2003 — Волшебство
- 2004 — Сияние
- 2006 — Всё вышло из-под контроля
- 2008 — Эйфория
- 2008 — Почти живой (переиздание концертных альбомов 2000—2001 годов)
- 2008 — Сердце (переиздание концертных альбомов 2000—2001 годов)
- 2010 — Тысяча светлых ангелов
- 2012 — Пробуждение
- 2014 — Штормовое предупреждение
- 2024 — Штормовое предупреждение (remastered)
- 2025 — Пробуждение (remastered)

### Альбомы, изданные воФранции
- 2002 — Prikosnovenie
- 2003 — Magic
- 2004 — Siyanie

### Сборники
- 2005 — Трилогия (3 альбома + видеодиск)
- 2007 — Флёрография
- 2007 — Трилогия (включает 3 альбома)
- 2015 — Будь моим смыслом (цифровой iTunes-релиз)
- 2023 — Флёрография 2 (цифровой релиз)

### Синглы
- 2007 (декабрь) — Два облака
- 2014 (март) — Знаки
- 2022 (март) — Кома

### Неофициальные издания
- 2000 (июль) — Почти живой
- 2001 (январь) — Сердце
- 2001 (ноябрь) — Специальное предновогоднее издание

### Видеография
- 2001 — Концерт в Киеве 20:01 20.01.2001 (QPOP VHS001)[9]
- 2004 — Видеоклип «Ремонт»[10]
- 2005 — Видеодиск в сборнике Трилогия[11]
- 2006 — Видеоклип «Искупление»[10]

## Фотографии
- Ольга Пулатова, концерт в Одессе 10.12.2005
- Елена Войнаровская, концерт в Одессе 10.12.2005
- Елена Войнаровская, концерт в Одессе 25.01.2008
- Ольга Пулатова, концерт в Одессе 25.01.2008
- Александра Дидык, концерт в Одессе 25.01.2008
- Алла Лужецкая, концерт в Одессе 25.01.2008

## Участники группы в других музыкальных проектах
Многие участники группы задействованы в других музыкальных проектах.
- Ольга Пулатова была вокалисткой в проектах «Аэроплан» и «Оля и Монстр» (группы уже не существуют), а также тесно сотрудничала с проектом «Dust Heaven», в котором до 2005 исполняла роль автора текстов, музыки, и была исполнительницей песен. Сотрудничала с московской пост-рок-группой «Verba».
- Елена Войнаровская, Алексей Ткачевский, Екатерина Котельникова и Анастасия Кузьмина задействованы в проектах «МРФ» и англоязычном «Amurekimuri».
- Алла Лужецкая и Анастасия Кузьмина являлись участницами проекта «ТИМ» (Тайный Институт Мозга).
- Анастасия Кузьмина также является участницей групп «Ёлка у Ивановых», «Кто-то падает», «НииТи» и «МикрООркестр Quiero»
- Бывшая участница Flëur Юлия Земляная, основатель проекта «ADDARAYA», периодически сотрудничает с разными, преимущественно «тяжёлыми» коллективами «FireLake», «Handful of Stars», «Inversus».
- Бывший участник Flëur Алексей Довгалев является участником проектов «МРФ» и «Amurekimuri», а также возглавляет свой собственный коллектив, «The Клюквінs».
- Бывший участник Flëur Евгений Чеботаренко является участником и лидером проекта My personal murderer.
- Бывший перкуссионист Flëur, позже оставшийся в группе в качестве концертного директора, Владислав Мицовский, имеет послужной список как менеджера таких известных групп, как Аквариум, Океан Ельзи и Esthetic Education.
- Гитарист и бэк-вокалист Андрей Басов также является лидером группы «Легендарные пластилиновые ноги», где вместе с ним играют Алексей Ткачевский и Олег Митрофанов